# Tramwaje w Sosnowcu
Tramwaje w Sosnowcu – element systemu komunikacji tramwajowej Górnośląsko-Zagłębiowskiej Metropolii, który funkcjonuje na terenie Sosnowca od 1928. Sieć tramwajowa łączy dzielnice: Dańdówka, Dębowa Góra, Kazimierz, Klimontów, Milowice, Modrzejów, Niwka, Pogoń, Porąbka, Sielec, Stary Sosnowiec, Środula, Śródmieście i Zagórze. Sieć ta należy do Tramwajów Śląskich.

## Historia

### Okres do 1945
Już w 1912 istniały pomysły na uruchomienie tramwajów w Sosnowcu, jednak I wojna światowa pokrzyżowała te plany. Tramwaje pojawiły się w mieście dopiero w 1928, kiedy to otwarto trasy: 18 stycznia 1928 śródmieście Sosnowca – Będzin przez Pogoń a 11 lutego przedłużono ją do kościoła w Dąbrowie Górniczej. Linię obsługiwały wagony z Anglii. 14 lipca 1928 otwarty został ruch na odcinku Stary Sosnowiec – Szopienice. Obydwie linie, dzięki wybudowaniu wiaduktu pod Warszawsko-Wiedeńską linią kolejową (dzisiejsza ulica Piłsudskiego), uzyskały wzajemne połączenie 2 marca 1931; do tej pory pasażerowie chcący się przesiąść pokonywali około kilometrowy odcinek pieszo.
W 1933 rozpoczęto budowę torowiska pomiędzy obrzeżami Milowic a Środulą, oddając poszczególne odcinki tej trasy do użytku: 7 grudnia 1933 do rejonu Ostrej Górki (most nad rzeką Czarną Przemszą), 1 maja 1934 przez Ludwik do historycznej KWK Renard w Sielcu by 22 lutego 1935 zainaugurować przejazd tramwaju na całej trasie, którą od 22 stycznia 1951 wydłużono jeszcze w głąb Milowic do ówczesnej KWK Milowice (po 1976 KWK Czerwona Gwardia, po 1989 KWK Saturn – obecnie już nieistniejąca).

### Okres 1945–1989
15 stycznia 1952 otwarto trasę od Ludwika do Dańdówki, która rozwidlając się w tej dzielnicy była następnie sukcesywnie przedłużana. W kierunku wschodnim oddawano do użytku odcinki: 1 maja 1952 do Klimontowa, a 1 maja 1959 do Porąbki, gdzie na przeszkodzie stanęła linia kolejowa (choć ten sam problem kilometr wcześniej rozwiązano budując wiadukt). W kierunku południowym 30 kwietnia 1954 otwarto odcinek do Mysłowic, łączący się tam z inną linią do Szopienic.
4 grudnia 1960 kursujące dotychczas do Porąbki tramwaje, poprzez wydłużenie torowiska obok linii kolejowej, dotarły do nowej pętli w pobliżu Kazimierza, gdzie ponownie napotkały tę samą przeszkodę; tutaj jednak zakończenie trasy stało się mało praktyczne.
Lata 70. XX wieku, oznaczające wielką przebudowę całego Zagłębia Dąbrowskiego, przyniosły również modernizację sieci tramwajowej, która uzyskała wówczas współczesny kształt. W 1970 zreorganizowano układ torowisk w śródmieściu, oddając do użytku nowe odcinki (przy ul. St. Małachowskiego i ul. H. Sienkiewicza) oraz łączniki torowe umożliwiające zmiany kierunków; w latach 1974–1977 część tras przebudowano na dwutorowe, zmieniając przy tym w lutym 1975 przebieg przez Pogoń; w 1975 wybudowano ponadto nowe pętle torowe: w Pogoni i Milowicach. W 1979 oddano do użytku trójkąt torowy w Środuli, na którym tramwaje zmieniają kierunek jazdy cofając; jednocześnie na przełomie lat 70. i 80., podczas budowy dwupoziomowego skrzyżowania w Sielcu, przez kilka lat tramwaje nie dojeżdżały do tego miejsca.
W 1980 przystąpiono do ostatniej inwestycji rozwijającej sieć tramwajową – budowy trasy do Zagórza, opatrzonej niefortunnym zakończeniem. Na całej długości oddano ją do użytku w 28 października 1982, jednak ruch tramwajowy do Środuli uruchomiono jeszcze w trakcie budowy 21 lipca 1980.

### 1989–1997

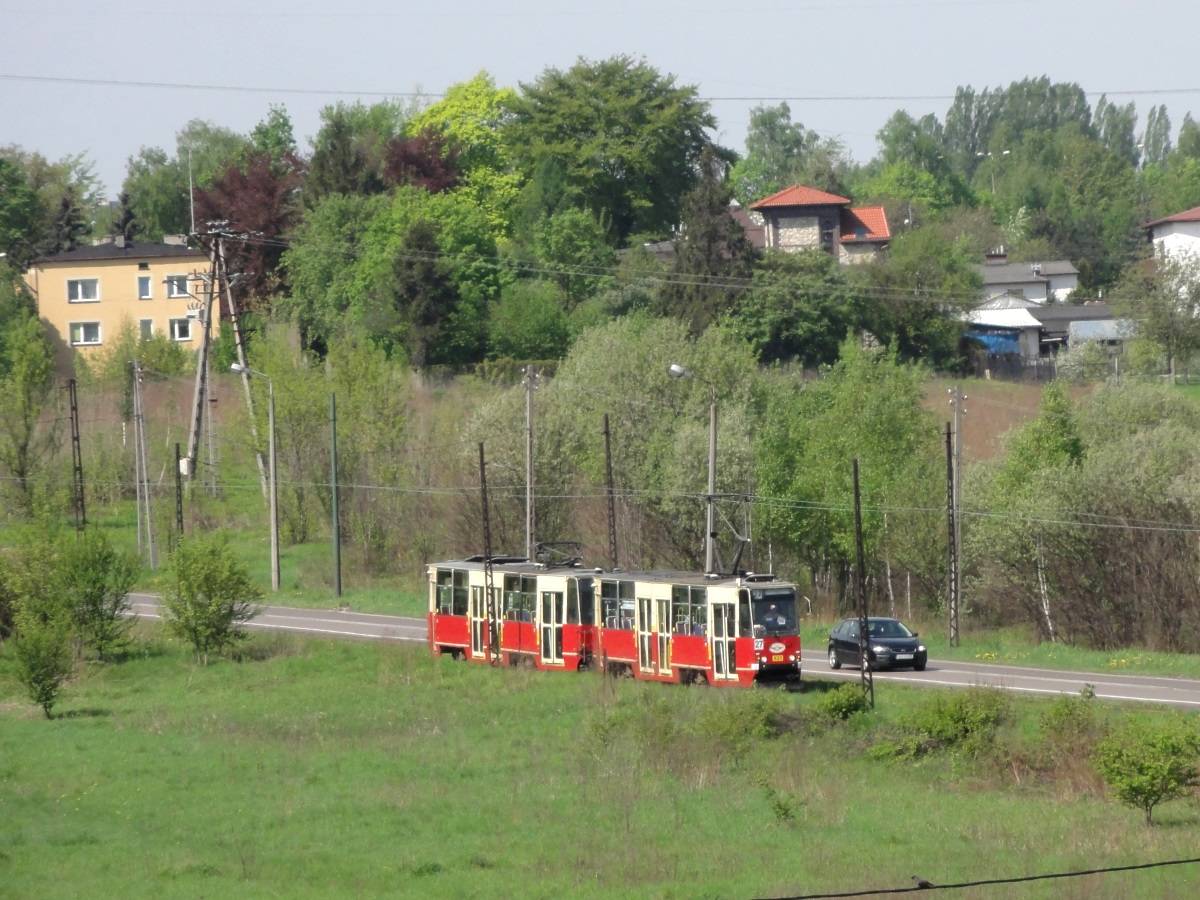
Tramwaj linii 27 w Kazimierzu Górniczym

Lata 90. XX wieku to czas remontów torowisk, ale tylko w Śródmieściu Sosnowca. Jednocześnie w 1997 zlikwidowano odcinek przy ulicy Kościelnej, pomimo uprzedniego dobudowania do niego łączników torowych pozwalających na przejazd tramwaju tą ulicą z każdej i w każdą stronę.

### Od 1998
Oprócz planów inwestycyjnych były też plany likwidacyjne. Na 2009 planowano fizyczne zlikwidowanie linii na Środulę (24) i do Kazimierza Górniczego (27), jednak przez liczne protesty mieszkańców i list prezydenta Kazimierza Górskiego zadecydowano tylko o wycofaniu obsługi Będzina z trasy linii 27 oraz skróceniu linii 24 do Będzina Zajezdni.
W grudniu 2009 Tramwaje Śląskie ogłosiły przetarg na projekt przedłużenia linii 15 od dotychczasowej pętli na Mecu do ronda Jana Pawła II. Trasa ma przebiegać tunelem pod ul. Braci Mieroszewskich, potem wzdłuż ulic Wolności, Białostockiej, Paderewskiego i Rydza-Śmigłego aż do skrzyżowania z ul. Braci Mieroszewskich (rondo Jana Pawła II), gdzie ma powstać pętla. Istnieją również plany późniejszego połączenia nowej pętli z linią 27. W latach 2012–2018 linia 27 kursowała ponownie do Zajezdni w Będzinie, a chwilowo w 2014 roku linia 24 nie kursowała do Zajezdni w Będzinie, tylko do Dworca Głównego w Sosnowcu.
28 kwietnia 2020 podpisano umowę na budowę nowej linii tramwajowej w sosnowieckim Zagórzu. Pierwszy przetarg został unieważniony, ponieważ wpłynęła tylko jedna oferta, która przekraczała limit funduszy o 20 mln złotych. Ostatecznie umowa podpisana pomiędzy prezydentem Sosnowca Arkadiuszem Chęcińskim a prezesem zarządu spółki Tramwaje Śląskie Bolesławem Knapikiem była na kwotę 88,6 mln złotych. Jest to pierwsza zrealizowana inwestycja dotycząca tramwajów w Sosnowcu po 28 października 1982. Zakończenie prac nastąpiło w grudniu 2022, a trasa została oddana do użytku 19 grudnia 2022. W ten sposób linia tramwajowa nr 15 wydłużyła się o 3,5 km i 6 nowych przystanków, a w planach jest dalsze wydłużenie w kierunku Dańdówki.

## Linie tramwajowe

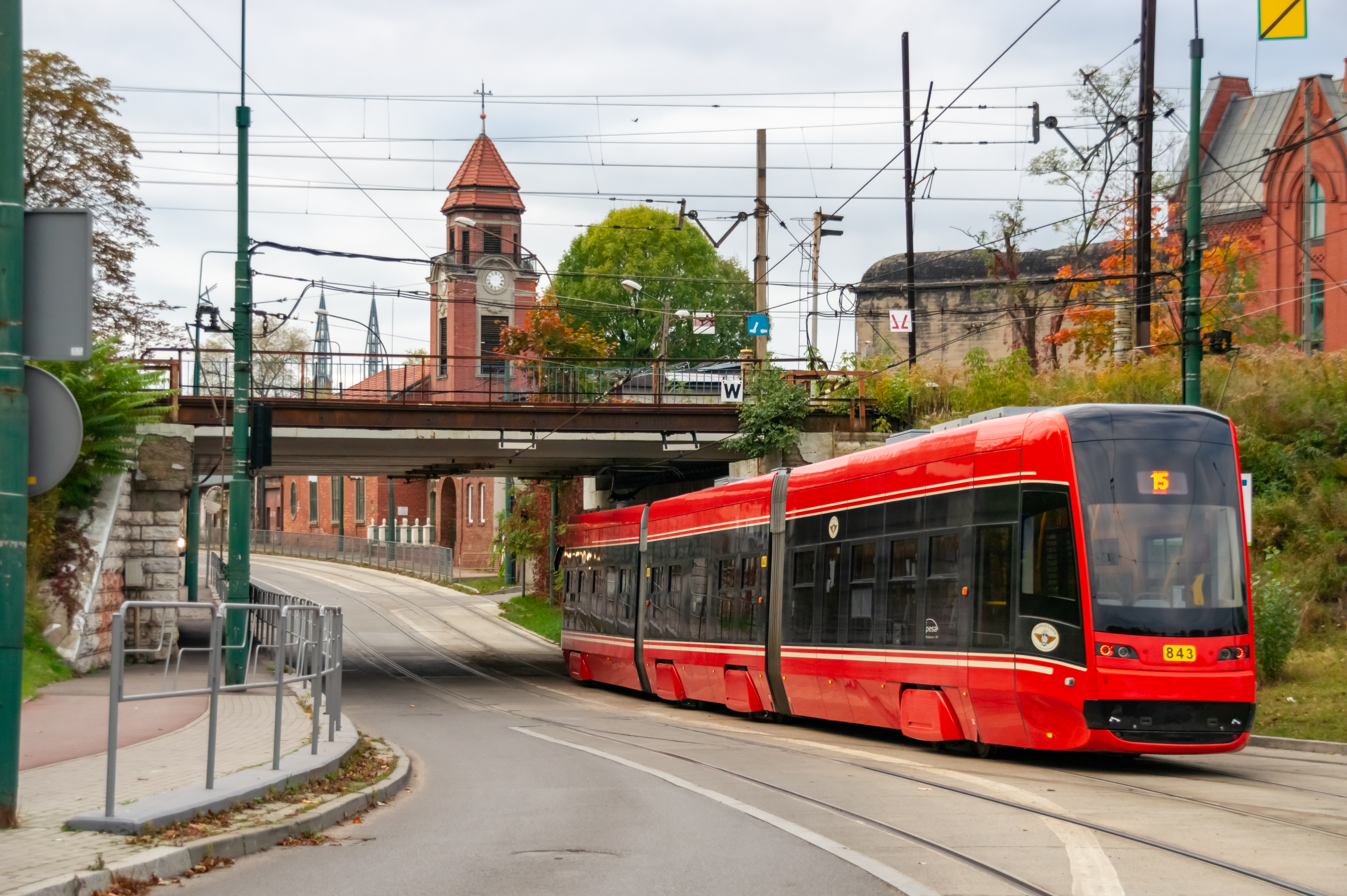
Linia tramwajowa 15, Sosnowiec

Według stanu z 19 Listopada 2024 przez Sosnowiec przebiegają następujące linie tramwajowe:
| Linia | Przystanek początkowy                 | Przystanek końcowy                     | Miasta                              |
| ----- | ------------------------------------- | -------------------------------------- | ----------------------------------- |
| 15    | Sosnowiec Zagórze Rondo Jana Pawła II | Katowice Plac Wolności                 | Sosnowiec, Katowice                 |
| 21    | Sosnowiec Milowice Pętla              | Dąbrowa Górnicza Tworzeń Huta Katowice | Sosnowiec, Będzin, Dąbrowa Górnicza |
| 24    | Sosnowiec Dworzec PKP                 | Sosnowiec Konstantynów Okrzei          | Sosnowiec                           |
| 27    | Sosnowiec Kazimierz Górniczy Pętla    | Będzin Osiedle Zamkowe Pętla           | Sosnowiec, Będzin                   |
| 26    | Sosnowiec Milowice Pętla              | Mysłowice Dworzec PKP                  | Sosnowiec, Mysłowice                |

## Infrastruktura techniczna

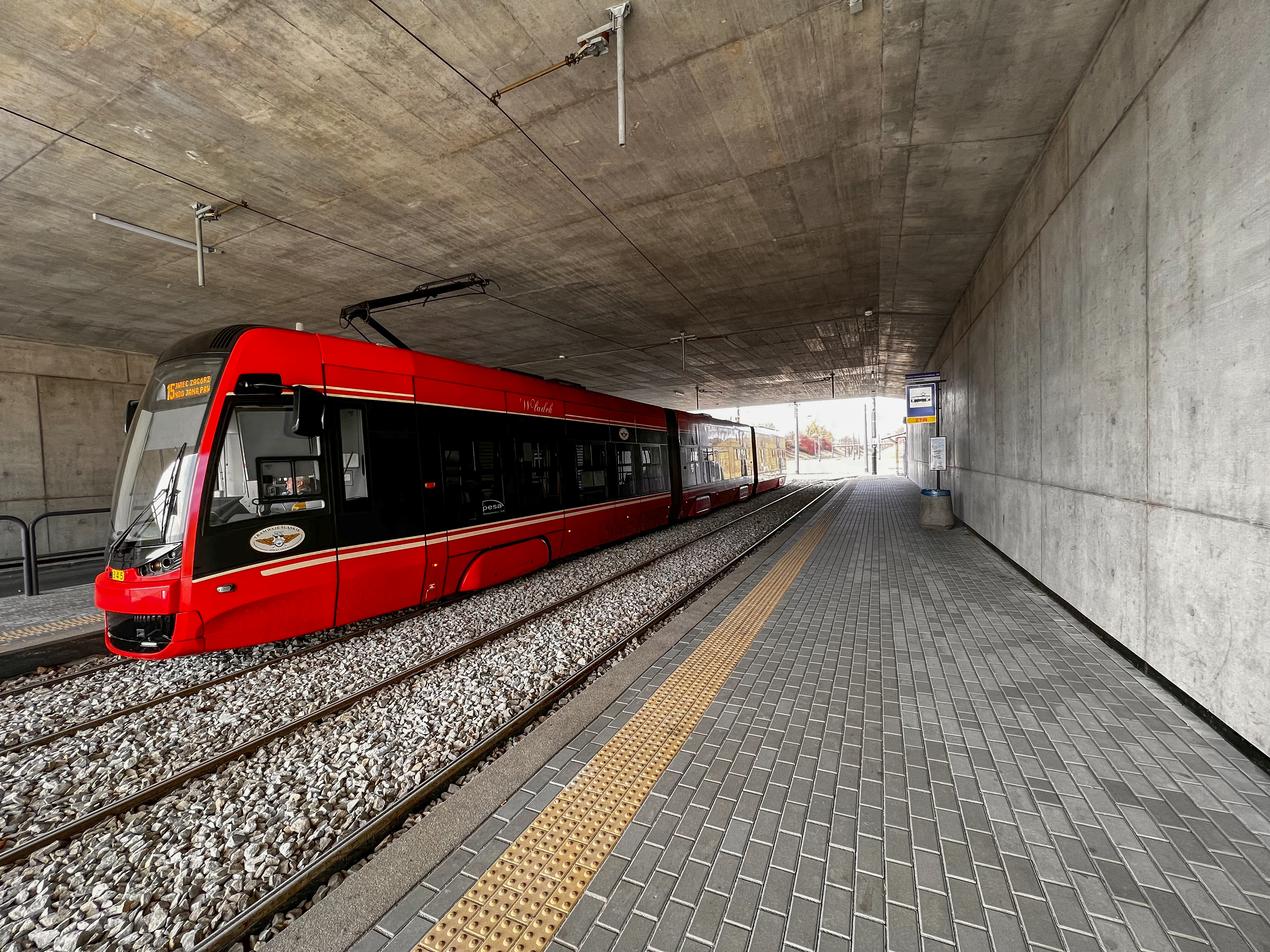
Pierwszy przystanek linii nr 15 na odcinku oddanym w 2022

W XXI wiek tramwaje w całym Zagłębiu Dąbrowskim weszły zapomniane. Obecnie torowisko tramwajowe jest sukcesywnie remontowane. Zmodernizowane odcinki tramwajowe to:
- Sosnowiec Milowice Park Logistyczny – Sosnowiec Dańdówka Skrzyżowanie
- Sosnowiec Brynica – Zagórze BMC
- Sosnowiec Sielec Park – Pogoń Akademiki (wraz z pętlą)
- Sosnowiec Ostrogórska – Sosnowiec Aleja Zwycięstwa
- Dańdówka Skrzyżowanie – Sosnowiec Niwka Kościół

Dawniej na linii 26 jeździły tramwaje typu SGP/Lohner E1. 14 marca 2021 zostały one wycofane z użytkowania i głównie zastąpione wagonami 105Na. Po modernizacji torowiska mają zostać na tę linię skierowane wagony niskopodłogowe.